# WPS Office
WPS Office (früher Kingsoft Office oder KSOffice) ist ein Office-Paket für Apple iOS, Windows, MacOS, Android und Linux. Das Officepaket ist in seiner Bedienbarkeit eng an Microsoft Office angelehnt und bietet eine Reihe der Funktionalitäten und Dateiformate der aktuellen Microsoft-Office-Pakete an. Es wird von der in Zhuhai ansässigen chinesischen Kingsoft Corporation entwickelt und vertrieben. Es wird unter einer proprietären Lizenz vertrieben.

## Versionen
WPS Office ist für Windows in einer kostenlosen, einer Abo- und einer Pro-Version erhältlich. Das Programm ist in einer zeitlich nicht limitierten kostenlosen „Personal Edition“ verfügbar. Diese unterstützt keine VBA-Makros, ist ansonsten jedoch nicht funktionell eingeschränkt. Versionen vor 2016 versahen gedruckte Dokumente nach der Testphase mit einem Wasserzeichen. Diese Einschränkung wurde mit Version 2016 entfernt.
Ein kostenpflichtiges Upgrade auf die vollwertigere „Business Edition“ ist jederzeit innerhalb der Programmoberfläche möglich.  Mit der Umbenennung in WPS-Office wurde beim Lizenzmodell eine Abonnentenversion für die Business-Variante eingeführt. Die Office-Version lässt sich in der „Business Edition“ jahresweise lizenzieren. Alternativ lässt sich auch eine dauerhafte Lizenz erwerben.
Die Linux-, Apple-iOS-, und Android-Versionen sind kostenlos und unter dem Namen WPS Office ebenfalls auf Deutsch erhältlich.

## Funktionen
Das Produkt verfügt über einen eigenen PDF-Konverter, nutzt den MDI-Modus zur Darstellung mehrerer offener Dokumente und wirbt mit einer hohen Kompatibilität zur Microsoft-Office-Suite, geringeren Kosten und einer kleinen Dateigröße fürs Installationspaket. Hingegen wird der international genormte OpenDocument-Standard (Dateiendungen: *.odt, *.ods etc.) als Dateiformat nicht unterstützt. Die grafische Benutzeroberfläche von WPS Office 10 bietet die Möglichkeit, wahlweise zwischen einer Steuerung über Menüs und Symbolleiste – ähnlich wie bei Microsoft Office 2003 – und einer Bedienung mit Ribbons – ähnlich wie bei Microsoft Office ab Version 2007 – umzuschalten, wobei ein schwarzes und ein hellblaues Ribbon-Theme zur Auswahl steht.
Die drei wesentlichen Anwendungen von WPS Office sind:
- WPS Office Writer: eine Textverarbeitung mit erweiterten Layout-Features
- WPS Office Spreadsheet: eine excelkompatible Tabellenkalkulation
- WPS Office Presentation: ein Präsentationsprogramm

Seit geraumer Zeit wird eine cloud-basierte Version angeboten, die von Aufbau und Funktion mit Microsoft Office 365 und Google Docs verglichen wird. Die Variante besitzt nach Firmenangaben einen „Überprüfungsmechanismus“, der mittels Textanalyse kritische Inhalte vor der Veröffentlichung zensieren soll.

## Geschichte
Das Office-Paket wurde 1988 als WPS Office unter DOS veröffentlicht und war in China auch weiterhin unter diesem Namen bekannt. Der Handelsname Kingsoft Office wurde vorrangig für den westlichen und japanischen Markt genutzt. Die erste Version war Kingsoft Office 1995. Es gibt auch eine von der Community betreute Linux-Version.
Im Literatur-Forum Lkong beschuldigte die Autorin Mitu das Unternehmen 2022, ein Romanmanuskript zensiert und sie an der weiteren Bearbeitung gehindert zu haben. Der Vorfall erregte Aufmerksamkeit im sozialen Netzwerk Weibo.

## Verbreitung
2019 hatte WPS Office über 310 Millionen aktive Benutzer pro Monat.
In staatlichen Organen und Betrieben in China ist WPS Office relativ weit verbreitet. Im Jahr 2020 verwendeten 62 der 65 Organe des Staatsrates WPS Office, 90 der 97 »zentralen Staatsbetriebe« (d. h. staatliche Betriebe unter der Kontrolle der Kommission zur Kontrolle und Verwaltung von Staatsvermögen), 133 der 153 Geschäftsbanken, 33 der 34 Provinzregierungen und die Verwaltungen aller bezirksfreien Städte.